# Thôi Vĩnh Huy
Thôi Vĩnh Huy (tiếng Trung giản thể: 崔永辉, bính âm Hán ngữ: Cuī Yǒnghuī, sinh tháng 11 năm 1970, người Hán) là chính trị gia nước Cộng hòa Nhân dân Trung Hoa. Ông là Ủy viên dự khuyết Ủy ban Trung ương Đảng Cộng sản Trung Quốc khóa XX, hiện là Thường vụ Tỉnh ủy Phúc Kiến, Bí thư Thành ủy Hạ Môn. Ông từng là Tổng thư ký Tỉnh ủy Phúc Kiến và Phó Tỉnh trưởng của tỉnh này.
Thôi Vĩnh Huy là đảng viên Đảng Cộng sản Trung Quốc, học vị Cử nhân Chính trị học. Ông có gần 30 năm công tác ở quê nhà Hồ Bắc trước khi tới tham gia lãnh đạo Phúc Kiến.

## Xuất thân và giáo dục
Thôi Vĩnh Huy sinh vào tháng 11 năm 1970 tại Châu tự trị dân tộc Thổ Gia, Miêu Ân Thi, tỉnh Hồ Bắc, Cộng hòa Nhân dân Trung Hoa. Ông lớn lên và tốt nghiệp cao trung ở Ân Thi, thi cao khảo vào năm 1987 và đỗ Đại học Sư phạm Hoa Trung, tới thủ phủ Vũ Hán nhập học từ tháng 9 cùng năm, tốt nghiệp cử nhân chuyên ngành giáo dục chính trị vào tháng 7 năm 1991. Ông được kết nạp Đảng Cộng sản Trung Quốc vào tháng 3 năm 1991 khi là sinh viên năm cuối Sư phạm Hoa Trung. Ông từng tham gia các khóa học như khóa tiến tu cán bộ giai đoạn tháng 9–11 năm 2005; khóa bồi dưỡng huấn luyện trong chương trình "phát triển cán bộ trẻ" giai đoạn tháng 4–6 năm 2011, đều tại Trường Đảng Tỉnh ủy Hồ Bắc. Bên cạnh đó, ông được cử tham gia khóa bồi dưỡng quản lý hành chính của thị trưởng giai đoạn 9–11 năm 2009 tại Trung tâm Toàn quốc.

## Sự nghiệp

### Hồ Bắc
Tháng 7 năm 1991, sau khi tốt nghiệp Sư phạm Hoa Trung, Thôi Vĩnh Huy được phân về quê nhà Ân Thi, bắt đầu công tác ở vị trí chuyên viên của ngạch khoa viên tại Văn phòng Chính hiệp Ân Thi. Sau đó 3 năm, vào tháng 5 năm 1994, ông được điều tới địa cấp thị Thập Yển, là giảng viên của Đại học Thập Yển, lần lượt là Chủ nhiệm Phòng nghiên cứu giáo dục kế toán của hệ quản lý kinh tế, rồi Phó Chủ nhiệm hệ. Từ đầu năm 2000, trường Thập Yển được cải tổ thành Học viện Kỹ thuật chức nghiệp Thập Yển, ông phụ trách công tác thanh niên với chức vụ là Bí thư Đoàn ủy, đồng thời cũng là Trưởng phòng Công tác Sinh viên. Đến tháng 11 của năm này, Thôi Vĩnh Huy rời trường, được điều đến quận Mao Tiễn của Thập Yển, nhậm chức Phó Quận trưởng, sau đó 2 năm thì chuyển sang một đơn vị khác của Thập Yển là thành phố cấp huyện Đan Giang Khẩu, giữ vị trí Thường vụ Thị ủy, Bộ trưởng Tổ chức, rồi Phó Bí thư chuyên chức từ cuối năm 2003. Vào tháng 11 năm 2006, ông là Thị trưởng Đan Giang Khẩu, được 3 năm thì điều chuyển nhậm chức Thành viên Đảng tổ, Phó Sảnh trưởng Sảnh Kiểm toán Hồ Bắc.
Tháng 11 năm 2011, Thôi Vĩnh Huy được điều về địa cấp thị Hoàng Cương, chỉ thị vào Ủy ban Thường vụ Thị ủy, nhậm chức Phó Thị trưởng. Trong giai đoạn này, ông vừa công tác ở Hoàng Cường, vừa được phân công kiêm nhiệm là Phó Chủ nhiệm Ủy ban Quản lý tân cảng Vũ Hán, Bí thư Ủy ban Công tác Đảng Khu Khai phát kinh tế Hoàng Cương, và Chủ tịch Công ty Đầu tư thành thị của địa cấp thị. Hoàn thành 1 nhiệm kỳ ở Hoàng Cương cho đến tháng 11 năm 2016, ông được điều sang một địa cấp thị khác là Kinh Châu, nhậm chức Phó Bí thư Thị ủy, Bí thư Ủy ban Chính Pháp Thị ủy Kinh Châu, rồi Thị trưởng từ tháng 5 năm 2017. Đầu năm 2018, ông ứng cử và trúng cử là đại biểu từ Hồ Bắc của Đại hội Đại biểu Nhân dân toàn quốc khóa XIII nhiệm kỳ 2018–23.

### Phúc Kiến
Tháng 6 năm 2020, sau gần 30 năm công tác ở quê nhà Hồ Bắc, Thôi Vinh Huy được điều tới Phúc Kiến, nhậm chức Phó Tỉnh trưởng, Thành viên Đảng tổ Chính phủ Nhân dân tỉnh Phúc Kiến. Đến tháng 6 năm 2021, ông được bầu vào Ủy ban Thường vụ Tỉnh ủy, phân công làm Tổng thư ký Tỉnh ủy Phúc Kiến. Vào ngày 30 tháng 10 cùng năm, ông được điều về thành phố Hạ Môn, giữ chức Bí thư Thành ủy, Bí thư thứ Nhất Đảng ủy Khu Cảnh bị Hạ Môn. Cuối năm 2022, ông tham gia Đại hội Đảng Cộng sản Trung Quốc lần thứ XX từ đoàn đại biểu Phúc Kiến. Trong quá trình bầu cử tại đại hội, ông được bầu là Ủy viên dự khuyết Ủy ban Trung ương Đảng Cộng sản Trung Quốc khóa XX.